# Stureby (metropolitana di Stoccolma)
Stureby è una stazione della metropolitana di Stoccolma.
Si trova nell'omonimo quartiere, a sua volta situato all'interno della circoscrizione di Enskede-Årsta-Vantör, mentre sul tracciato della linea verde T19 della rete metroviaria locale è compresa tra le fermate Svedmyra e Bandhagen.
Prima dell'arrivo della metropolitana, dall'ottobre 1930 era in funzione un servizio di trasporto pubblico su rotaia chiamato Örbybanan. La stazione del metrò divenne ufficialmente operativa il 9 settembre 1951, insieme al resto delle fermate incluse nel tratto fra Gullmarsplan e la stessa Stureby. Si trattava però di una stazione provvisoria, in quanto la stazione attuale fu definitivamente inaugurata solamente il 1º ottobre 1953. La fermata di Stureby è stata un capolinea di tratta fino al 22 novembre 1954, giorno in cui fu prolungata la linea fino a Högdalen.
La piattaforma, leggermente rialzata e parallela alle strade Sågverksgatan e Munksjövägen, è accessibile dall'ingresso ubicato all'incrocio tra la stessa Sågverksgatan e la strada Katrineforsvägen.
L'utilizzo medio quotidiano durante un normale giorno feriale è pari a 1.900 persone circa.

## Tempi di percorrenza
| Linea | Capolinea       | Tempo  | Stazione                                                  | Tempo                                    |
| T19   | Hagsätra        | 7 min  | Gullmarsplan Slussen Gamla stan T-Centralen Alvik Åkeshov | 8 min 12 min 13 min 17 min 30 min 37 min |
| T19   | Hässelby strand | 49 min | Gullmarsplan Slussen Gamla stan T-Centralen Alvik Åkeshov | 8 min 12 min 13 min 17 min 30 min 37 min |